# Le Homard et les Plaideurs
Le Homard et les Plaideurs est une farce judiciaire en un acte écrite par René Blain des Cormiers basée principalement sur le quiproquo, publiée en 1900.
La farce a été jouée, entre autres, au petit théâtre de Croissy-sur-Seine.

## Argument
Poireau, le demandeur, est agressé par le homard qu'il doit découper. Il tombe sur son voisin Pétrufié qui lui administre un soufflet. Pour répondre à ce soufflet, Poireau donne un coup de poing qui atterrit sur la mâchoire de sa future belle-mère et lui fracasse la mâchoire. Poireau cite à comparaître Bidoche, le traiteur et demande des dommages-intérêts. À la barre, Poireau a un témoin qui se nomme… Lehomard et qui est sourd comme un pot. Bidoche a un témoin, Bruscambille, qui est bègue. Maître Chrysostome est tour à tour conseil du prévenu et de la partie civile…